# Ernst-Heinrich Schmauser
Ernst-Heinrich Schmauser (né le 18 janvier 1890 à Hof-sur-Saale, décédé le 10 février 1945) était un commandant de la Schutzstaffel (SS) dans l'Allemagne nazie, chef supérieur de la SS et de la police de Breslau pendant la Seconde Guerre mondiale. Plus tard dans la guerre, il a été responsable des marches de la mort des Camps de concentration et d'extermination d'Auschwitz (camps I, II), dans laquelle plus de 25 % des prisonniers sont tués. Schmauser était également membre du Reichstag représentant du Parti nazi.

## Début de carrière
Ernst-Heinrich Schmauser est le fils d'un homme d'affaires. Il fréquente l'école primaire et le collège de Hof-sur-Saale (Hof an der Saale) en Bavière, puis le lycée de Bayreuth. Après l'obtention de son diplôme, il poursuit une carrière militaire. Il débute celle-ci en passant un an avec le 11e régiment d'infanterie (de) à Ratisbonne. Il rejoint ensuite le 133e régiment d'infanterie (de) de la 9e Armée royale saxonne à Zwickau.
Après avoir suivi une formation à l'Académie militaire de Hanovre, Ernst-Heinrich Schmauser sert pendant la Première Guerre mondiale (de 1914 à 1918) en tant que commandant de compagnie. Il combat sur le théâtre occidental avec le 133e Régiment d'infanterie et le 183e Régiment d'infanterie. Il est blessé au combat trois fois et décoré à plusieurs reprises, recevant la Croix de fer (première et deuxième classe), l'insigne des blessés d'argent et la Croix de chevalier de l'ordre d'Albert (deuxième classe) avec épées. Le 9 novembre 1915, il reçut la Croix de chevalier de la Military-St. Ordre d'Heinrich. Après la démobilisation de Schmauser de l'Armée du Kaiser en 1919, il est promu capitaine et autorisé à continuer à porter l'uniforme du 133e Régiment d'infanterie.
De 1919 à 1933, Ernst-Heinrich Schmauser travaille dans le secteur bancaire en tant que caissier à Zwickau. Il considère ce cheminement de carrière comme temporaire, indigne de son statut social. Il se marie en 1921 et a deux enfants de sa femme. Dès 1924, Schmauser appartient à l'alliance électorale de droite conservatrice connue sous le nom de Völkisch-Social Bloc (en) et dirige la Sturmabteilung (SA) à Zwickau. Il est sporadiquement actif sur la scène politique, tout comme de nombreux autres anciens officiers militaires, en raison de l'effondrement de l'économie de Weimar.

## Membre du parti nazi
Début mars 1930, Ernst-Heinrich Schmauser rejoint le Parti national-socialiste des travailleurs allemands (NSDAP) sous le numéro de membre 215 704) et le 14 octobre 1930, il reçoit le grade de Sturmbannführer (numéro de la Schutzstaffel (SS): 3 359). À partir de la mi-décembre 1930, il dirigea la 7e Brigade SS en Saxe[précision nécessaire] et à partir d'août 1932, il dirigea xvie section SS (province de Saxe)[précision nécessaire].
Lors des Élections législatives allemandes de juillet 1932, Ernst-Heinrich Schmauser est candidat pour le 20e arrondissement (Leipzig) représentant le Parti nazi, où il siège jusqu'en novembre 1932. Aux Élections législatives allemandes de novembre 1932, Schmauser perd son mandat. Un an plus tard, en novembre 1933, Schmauser revient en tant que membre du parti nazi et contribue à gouverner l'Allemagne jusqu'à sa mort en février 1945. Tout au long de son mandat au Reichstag de novembre 1933 à février 1936, il représente la 24e circonscription de Haute-Souabe (Bavière), puis il sert de mars 1936 à février 1945 pour la 26e circonscription de Franken.

## Période nazie
Fin juillet 1933, Ernst-Heinrich Schmauser prend la direction du Groupe SS Sud à la demande du Reichsführer Heinrich Himmler. Le 1er avril 1936, il est nommé chef de la section SS Upper Main, dont le siège est à Nuremberg. La purge des dirigeants de la SA et d'autres (NDT: ...dit...) "ennemis de l'État" commence le 30 juin 1934 avec la Nuit des longs couteaux. Schmauser est considéré comme l'un des rares membres de haut rang des SS suffisamment dignes de confiance pour participer aux arrestations et meurtres (malgré son passé d'officier dans la SA). Le travail sérieux de Schmauser attire plus d'attention sur lui, et le 10 avril 1937, il est promu Gruppenführer.
Au cours de la Seconde Guerre mondiale, Ernst-Heinrich Schmauser est à nouveau promu Obergruppenführer et chef supérieur de la SS et chef de la police le 20 mai 1941 à Breslau. Il est ensuite nommé chef des Oberabschnitts du Sud-Est. Il reste un nazi fidèle et un technocrate accompli. On y trouve un exemple révélateur dans le fait que Schmauser n'a aucun scrupule à utiliser la main-d'œuvre esclave juive, puisqu'il déclare en avril 1942 à Himmler à quel point il est heureux d'avoir des juifs travaillant pour son entreprise, car les travailleurs (NDT: réguliers) sont peu disponibles. Lorsque la première chambre à gaz est testée à Auschwitz à l'été 1942, Schmauser est présent, tout comme le Gauleiter Fritz Bracht de Haute-Silésie et le Reichsführer Himmler. Himmler nomme Schmauser général de la Waffen-SS le 1er juillet 1944.

### Rôle dans la marche de la mort d'Auschwitz
Au début de l'été 1944, les SS commencent à transférer les 130 000 prisonniers  d'Auschwitz (camps I, II) vers d'autres camps car l'Armée rouge se déplace rapidement vers l'ouest. Le 21 décembre 1944, l'Armée rouge s'est suffisamment rapprochée pour que les camps d'Auschwitz soient totalement évacués. C'est Ernst-Heinrich Schmauser qui suit l'ordre d'Himmler d'expédier les détenus du camp, car il est responsable en Silésie. Cependant, ne sachant pas exactement comment gérer l'affaire, il a téléphone à l'Obergruppenführer Oswald Pohl, qui lui dit qu'Himmler ne veux qu'aucun prisonnier « en bonne santé » ne reste vivant dans les camps.
Plus de 56 000 prisonniers[précision nécessaire] marchent vers l'ouest dans des conditions hivernales rigoureuses. En accord avec Haut commandement de la Police (HSSPf Breslau), Ernst-Heinrich Schmauser s'assure du mieux qu'il peut qu'aucun détenu ne se retrouve entre les mains des Soviétiques. Bien que Schmauser donne l'ordre aux gardes d'évacuer tout le monde, certains détenus trop malades pour faire le voyage sont laissés pour compte. Néanmoins, les gardes du camp abattent ceux qui sont trop faibles pour continuer ou ceux qui n'arrivent pas à suivre pas le rythme, ce qui représentait plus de 25 % d'entre eux. Un petit pourcentage[précision nécessaire] a finalement atteint le Camp de concentration de Groß-Rosen en Basse-Silésie où ils sont transférés vers l'ouest.
Le 20 janvier 1945, Ernst-Heinrich Schmauser donne l'ordre d'assassiner les détenus restants et de détruire les preuves de l'Opération Reinhard. Un détachement SS abat 200 femmes juives, puis fait sauter les bâtiments qui abritent les fours crématoires i et ii[précision nécessaire]. Sur l'ordre de Schmauser, 700 prisonniers des camps d'Auschwitz et d'autres sous-camps sont tués par des unités SS. Le 1er Front ukrainien de l'Armée rouge arrive le 27 janvier 1945 et libère le camp de concentration d'Auschwitz. Près de 8 000 détenus ont échappé à la mort parce que les unités SS restantes ont fui à l'arrivée de l'Armée rouge.

### Décès
Le 10 février 1945, Ernst-Heinrich Schmauser se rend à Breslau lorsqu'il rencontre des troupes allemandes près d'Altenrode (Schladen-Werla). Elles lui font remarquer que les fers de lance blindés soviétiques ont déjà percé. Pour des raisons inconnues, Schmauser ne tient pas compte de leurs avertissements et continue. Il est porté disparu depuis cette date. Il est supposé qu'il est tombé entre les mains de l'Armée rouge et a été tué immédiatement ou exécuté plus tard en captivité.